# Leatherman
 (mars 2018).
Si vous disposez d'ouvrages ou d'articles de référence ou si vous connaissez des sites web de qualité traitant du thème abordé ici, merci de compléter l'article en donnant les références utiles à sa vérifiabilité et en les liant à la section « Notes et références ».
Pour les articles homonymes, voir Leatherman (vagabond).
Leatherman est la marque commerciale d'une ligne d'outils multifonctions et de couteaux de poche inspirés du couteau suisse avec pinces, fabriqués et commercialisés par la société américaine Leatherman Tool Group de Portland (Oregon). Ils intègrent souvent l'essentiel nécessaire aux petits dépannages.
Le couteau de poche Leatherman est souvent qualifié de « couteau suisse américain », bien que de nombreuses différences existent avec son modèle et que deux autres marques (SOG et Gerber) revendiquent aussi ce titre.

## Historique
Le "Leatherman Tool Group" fut fondé par Timothy S. Leatherman, qui passa son diplôme de mécanique en 1970[réf. nécessaire] dans une université de l'État de l'Oregon aux États-Unis. L'idée de réaliser un mix entre un couteau suisse et une tenaille lui serait venue après des vacances en France, où il aurait eu des soucis mécaniques et n'aurait pas pu réparer sa voiture avec un couteau suisse.

## Modèles
La gamme Leatherman est composée de plusieurs modèles de Multi-Tool, comme (dans l'ordre de la gamme) : le Kick, Fuse, Blast, Crunch, Core, Wave, Surge, et les Charge (4 modèles : AL, ALX, TTi, G10 (en)). La qualité et la réputation de ces outils multifonctions font que la marque Leatherman est devenue un nom commun[réf. nécessaire] pour désigner un de ces outils même s'ils ne sont pas de marque Leatherman[réf. nécessaire]. On trouve cette dénomination en particulier chez les techniciens du spectacle, pour qui ces outils sont très pratiques (un certain nombre d'outils à disposition à la ceinture)[réf. nécessaire].
Leatherman fabrique également des couteaux plus classiques ainsi que des sécateurs et des lampes de poche.
Le bracelet Leatherman Tread est arrivé sur le marché en 2015.

## Article connexe

Ancien logo.

## Galerie photos

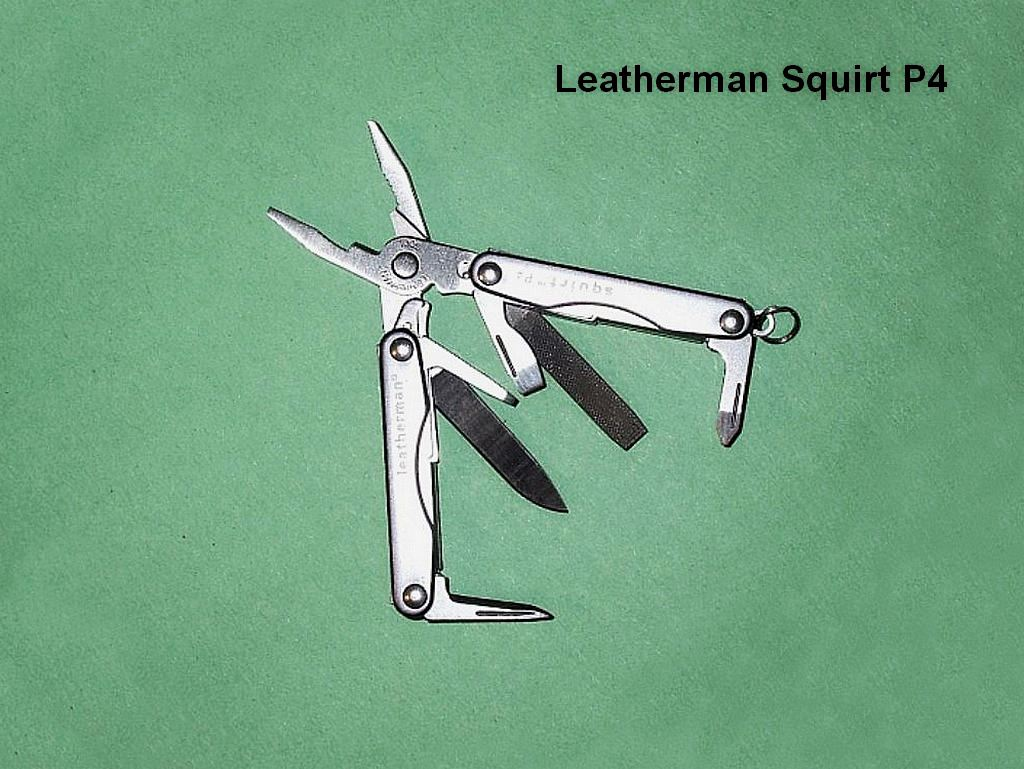
Leatherman Squirt P4
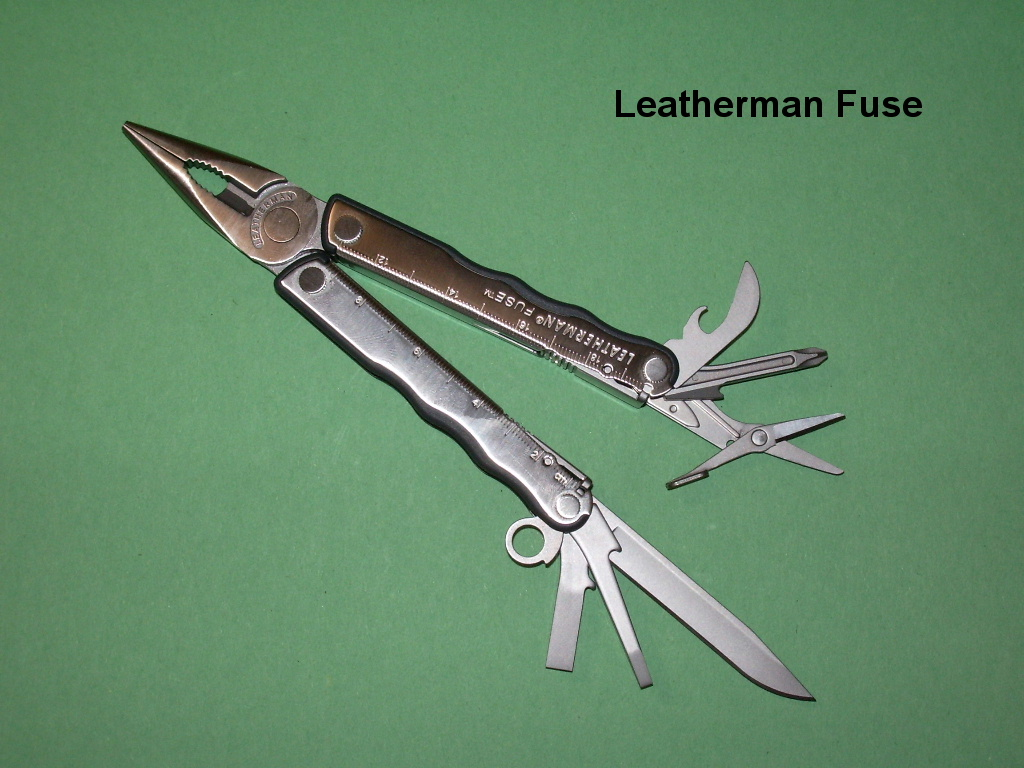
Leatherman Fuse
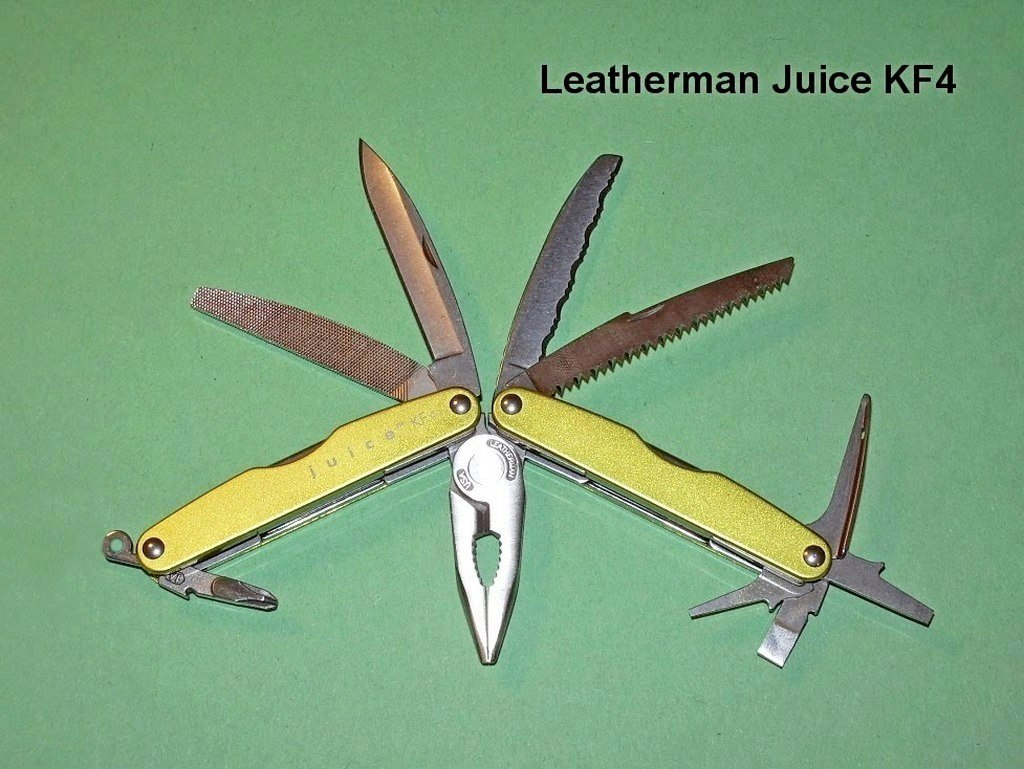
Leatherman Juice KF4
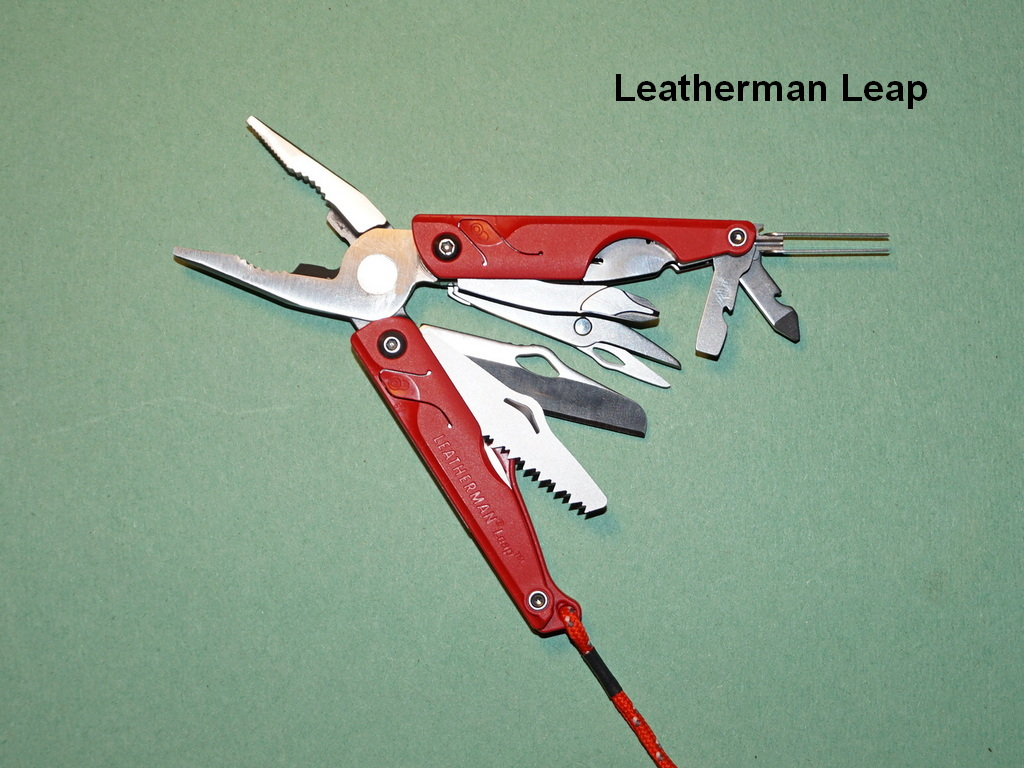
Leatherman Leap
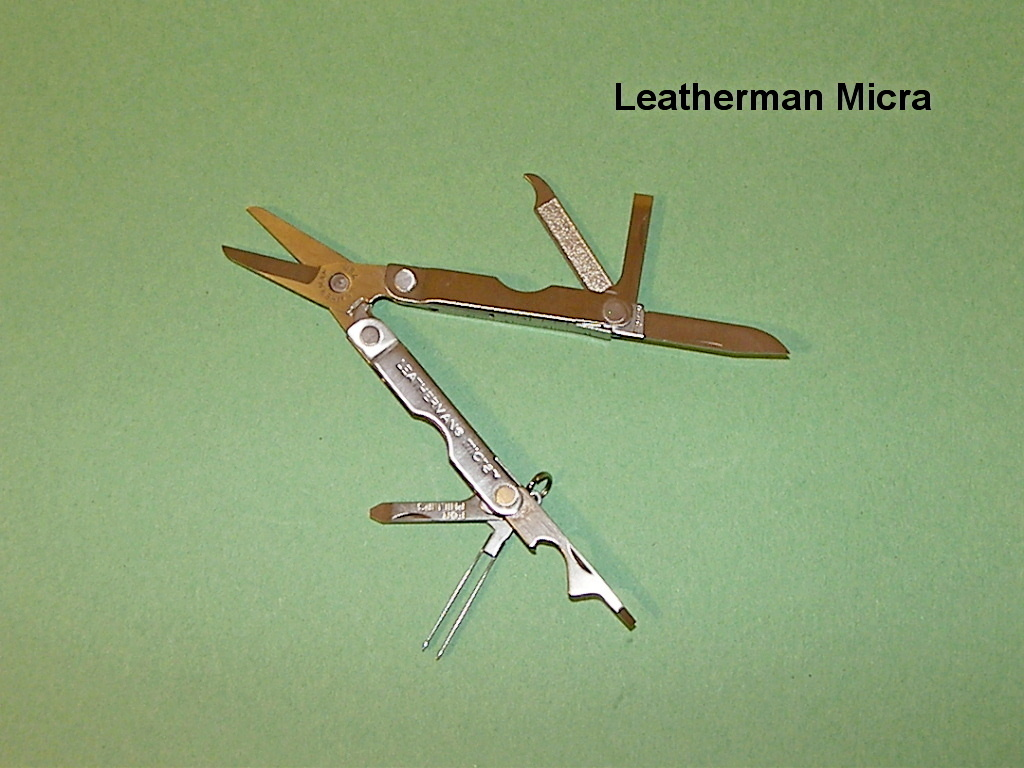
Leatherman Micra
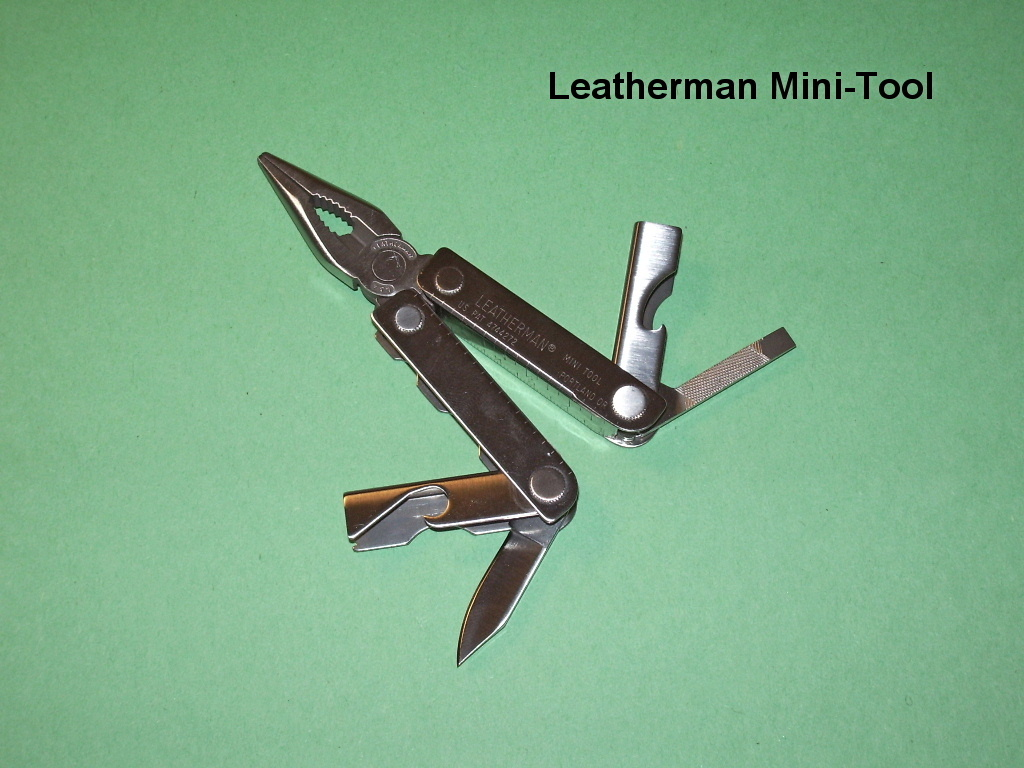
Leatherman Mini-Tool
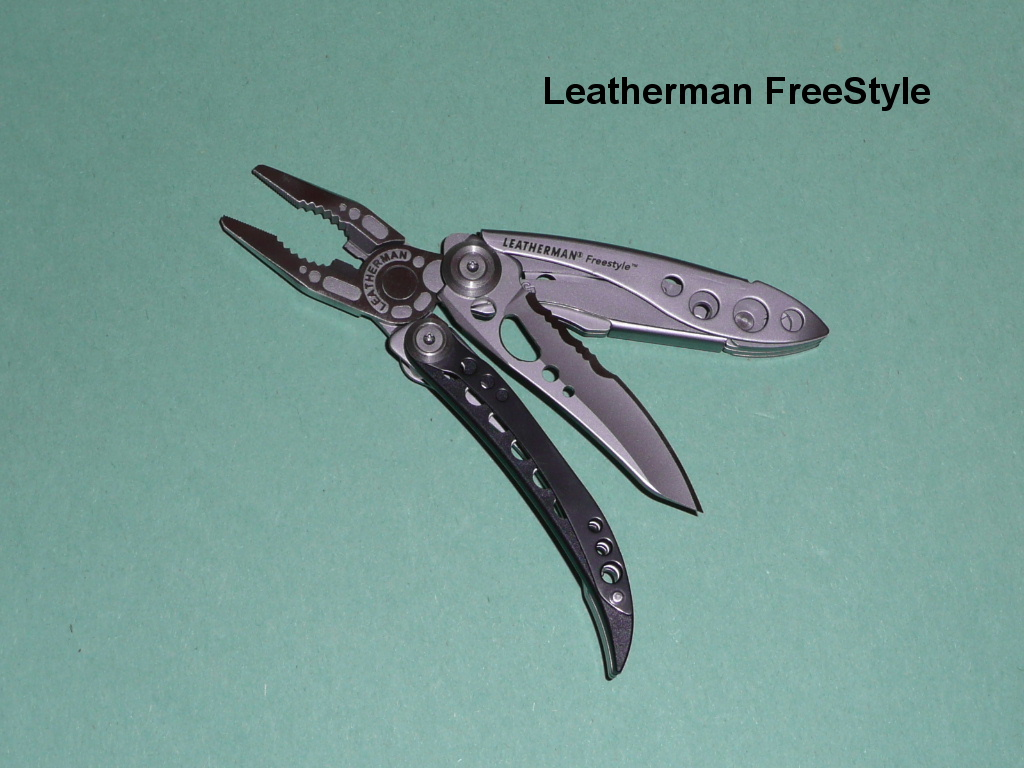
Leatherman Freestyle
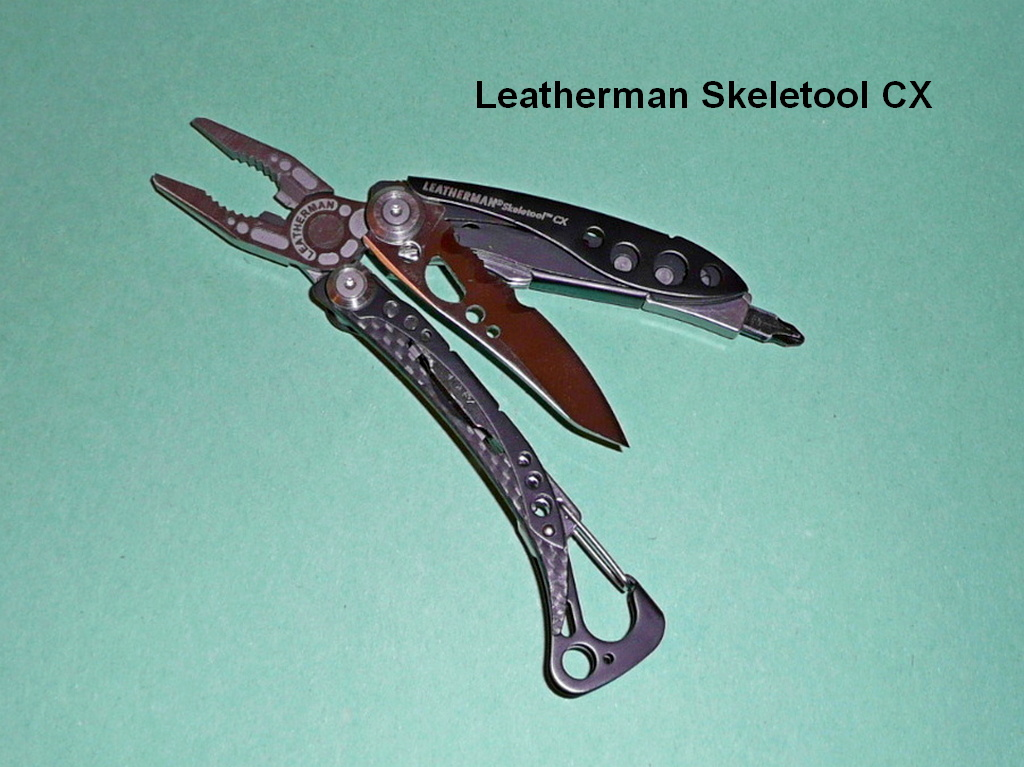
Leatherman Skeletool CX
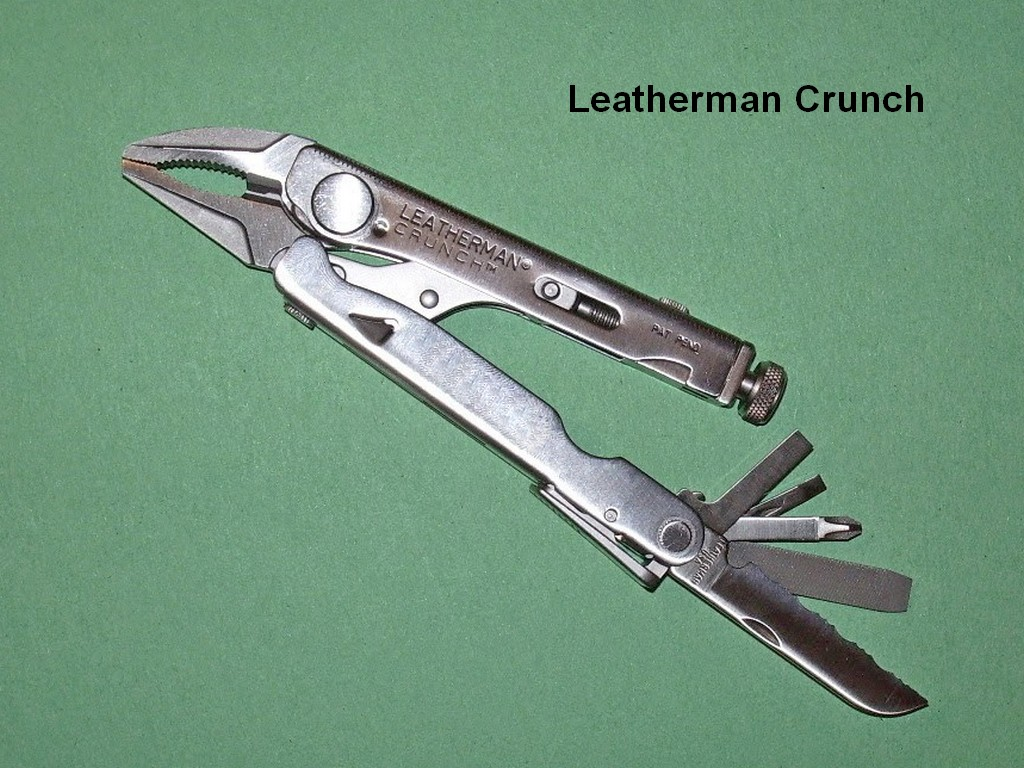
Leatherman Crunch